# جنافيات
الجَنَّافِيَّات أو السلاحف الطينية أو ذوات القص المتحرك (الاسم العلمي: Kinosternidae)، فصيلة سلاحف صغيرة تشمل سلحفاة المسك وسلحفاة الطين. تحتوي الفصيلة على 25 نوعًا ضمن أربعة أجناس.